# Hesselborn (Niedersteinbach)
Koordinaten: 50° 5′ 42,6″ N, 9° 9′ 35,4″ O
Der Hesselborn ist eine größere Schichtquelle bei Mömbris im Landkreis Aschaffenburg in Bayern.

## Geographie
Die Quelle liegt nördlich des Ortsteils Niedersteinbach auf 275 m ü. NN, am Kohlberg (313 m). Sie entspringt am linken Hang des Teufelsgrundes, im Waldgebiet Kammerforst. Unterhalb der Quelle verläuft der nach ihr benannte Hesselbornweg zum früheren Standort des Rothenberger Hofes. Der dem Hesselborn entspringende Bach fließt nach Nordwesten und mündet nach ungefähr 500 m, auf denen er knapp 100 Höhenmeter abfließt, in den Geiselbach. Ungefähr 15 m unterhalb der Quelle verläuft die Landesgrenze zu Hessen (Gemeinde Freigericht).